# Qaw
Qaw (ou ainda Qoow, Kau) é uma cidade do auto-proclamado estado autônomo de Maakhir, um território dentro da Somália, em disputa entre a Somalilândia e a Puntlândia. Qaw é a capital da região de Bari Ocidental, um pequeno território que fazia parte da região de Bari, controlada por Puntland. Qaw está localizada 35 km a oeste de Bosaso.
- Latitude: 11º 14' 34" Norte
- Longitude: 48º 58' 33" Leste
- Altitude: 7 metros